# Сталінські списки
383 списки, що належать до 1936—1938 рр., на 44,5 тисяч «осіб, що підлягають суду Військової Колегії Верховного Суду СРСР», покарання яких було майже стовідсотково санкціоновано особисто Сталінським підписом, які викладені на одному з розділів сайту російського Товариства «Меморіал».

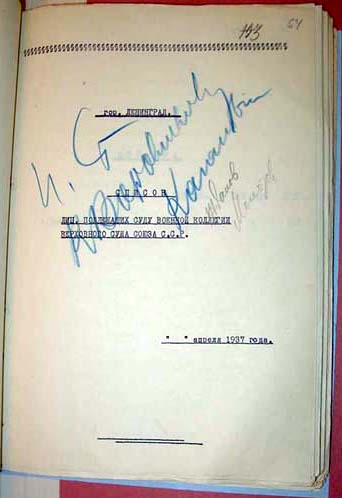
Списки осіб, що підлягали суду Військової Колегії Верховного Суду СРСР, по Ленінграду. Підписи Сталіна, Ворошилова, Кагановича, Жданова та Молотова. Квітень 1937 року.

На списках наявні оригінальні резолюції «ЗА» та підписи: 
- Сталіна — на 362 списках
- Молотова — на 373 списках
- Ворошилова — на 195 списках
- Кагановича — на 191 списку
- Жданова — на 177 списках
- Єжова — на 9 списках
- Мікояна — на 8 списках
- Косіора — на 5 списках

## «Юридичне» підґрунтя
Тодішні оперативні методи покарання базувалися на тих спрощених процедурах судочинства, які були постульовані знаменитою Постановою ЦВК та РНК СРСР від 1 грудня 1934 року. Згідно з цією постановою, виданій негайно після вбивства Кірова, слідство у справах про терористичні організації та терористичні акти мало було вестися в прискореному порядку (до десяти днів), судове слухання — провадитися без участі сторін і без виклику свідків. Закон від 01.12.1934 не припускав ані касаційного оскарження вироків, ані подачі клопотань про помилування. Смертні вироки у таких справах мали бути виконані негайно. 
Нові процесуальні норми дозволяли, таким чином, ухвалювати смертні вироки за політичними справами без зайвої тяганини, зберігаючи при цьому видимість судової процедури. Важливо відзначити, що реальним (хоча і прихованим) регулятором нового механізму засудження виступало Політбюро ЦК ВКП(б): розгляд справ «у спрощеному порядку» вимагав його обов'язкової попередньої санкції, оформленої спеціальним рішенням.

## Історія оприлюднення списків
У цьому розділі сайту Товариства «Меморіал» представлені так звані сталінські списки — переліки людей, засуджених за особистої санкції І. В. Сталіна і його найближчих соратників по Політбюро ЦК ВКП(б) до мір покарання, — в переважній більшості до розстрілу. Вперше ці списки були опубліковані в 2002 році на CD, підготовленому Товариством «Меморіал» та Архівом Президента РФ (АП РФ ). 
Основу даної публікації, яка має багато в чому попередній характер, складають списки, що належать до 1936–1938 рр., коли «обліковий» механізм засудження застосовувався найчастіше: у Архіві Президента РФ (АП РФ) збереглися 383 списки (на 44,5 тисяч осіб), розглянутих за ці роки членами Політбюро.

## Перші згадки про списки
3 лютого 1954 р. міністр внутрішніх справ СРСР С. Н. Круглов направив М. С. Хрущову записку: 
|  | Докладаю Вам, що в архівах МВС СРСР виявлено 383 списки «осіб, що підлягають суду Військової Колегії Верховного Суду СРСР». Ці списки були складені в 1937 і 1938 роках НКВС СРСР і тоді ж представлені в ЦК ВКП(б) на розгляд. На всіх списках є власноручні резолюції І. В. Сталіна та інших членів Політбюро. Додаю до цього оригінали всіх вказаних списків. Для необхідної довідкової роботи в МВС є другі екземпляри (копії) списків. ДОДАТОК: по тексту в 11 томах. |

Згідно з помітками завідувача Загальним відділом ЦК КПРС В. Н. Маліна на супровідному листі, питання доповіли Хрущову відразу ж, 4 лютого 1954 р. Вперше публічно про існування списків «осіб, що підлягають суду Військової Колегії Верховного Суду СРСР» Хрущев згадав у закритій доповіді ХХ з'їзду КПРС в лютому 1956 р.: 
|  | Склалася порочна практика, коли в НКВС СРСР складалися списки осіб, справи яких підлягали розгляду на Військовій Колегії, і їм заздалегідь визначалася міра покарання. Ці списки відправлялися Єжовим особисто Сталіну для санкціонування передбачуваних мір покарання. У 1937—1938 роках Сталіну було направлено 383 таких списків на багато тисяч партійних, радянських, комсомольських, військових і господарських працівників і була отримана його санкція. |

Вже після ХХ з'їзду, 27 липня 1956 р., було ухвалено рішення зберігати ці списки постійно в архіві Президії ЦК КПРС. Списки були передані в VI сектор Загального відділу ЦК (архів Президії/Політбюро), де матеріали зберігалися в необробленому вигляді до листопада 1974 р., коли вони були включені в опис № 24 фонд № 3. Справи мали помітку «Особлива тека», що автоматично мало на увазі особливий режим доступу до цих документів. 
Ніяких відомостей про звернення до цих матеріалів вищого керівництва партії надалі, аж до кінця 80-х років, в архіві не збереглося. Лише після утворення «Комісії Політбюро ЦК КПРС з додаткового вивчення матеріалів, пов'язаних з репресіями, що мали місце в період 1930—40-х і початку 50-х років» (28.09.1987), в грудні 1988 р., для члена комісії, голови КПК при ЦК КПРС Б. К. Пуго співробітниками архіву була підготовлена невелика секретна довідка «Відомості про списки, що поступили з МВС СРСР на осіб, репресованих в 1937—1938 рр.» У ній наводилися статистичні дані про число осіб, включених в списки (з розбиттям за категоріями), указувалося, скільки було на цих документах резолюцій членів Політбюро ЦК ВКП(б), наводилися окремі помітки. Додатково додавався перелік всіх цих поміток. 
У грудні 1998 р. списки, що зберігаються нині в Архіві Президента РФ, були розсекречені Міжвідомчою комісією із захисту державної таємниці, що дозволило, нарешті, приступити до їх планомірного вивчення.

## Пояснення до публікації
Інформація з джерел, описаних у Введенні, — з 11 томів списків «осіб, що підлягають суду Військової колегії Верховного Суду» 1937—1938 рр., і з п'яти списків пізнішого часу — відтворена максимально близько до оригіналу. 
Центральний розділ — «Сталінські списки» — дозволяє переглядати послідовно будь-яке з наступних джерел: 
- «Основні» списки 27.02.1937—29.09.1938 — томи 1—11 (44 500 записів, 43 768 імен)
- Список 16.01.1940 (457 осіб)
- Список 06.09.1940 (472 осіб + 65 осіб)
- Список 29.01.1942 (46 осіб)
- Список 23.03.1950 (85 осіб)
- Список 11.04.1950 (35 осіб)

Перегляд здійснюється послідовно; розбиття на сторінки відповідає архівному джерелу. 
Більшість сторінок із змістовними помітками відтворюються як в текстовому, так і в графічному вигляді. В цьому випадку для перемикання в текстовий режим (і назад) є відповідна кнопка. 
Праворуч від прізвища може стояти значок, який вказує, що на цю людину в джерелі є довідка (складена в НКВС), яка буде показана при натисненні на значок; 
Списки забезпечені іменним і географічним покажчиками. 
При пошуку за іменним покажчиком до кожної персоналії дається коротка інформація про позицію (позиціях) в списках — дата затвердження відповідного списку (від якої можна перейти в сам список), його заголовок, категорія засудження і (за наявності) відсилання до довідки.

## Українські письменники у сталінських списках
- Прізвища надані відповідно до списків.
- Дата вказує на день підписання списку, де містилися прізвища письменників.
- Далі вказано,  хто надсилав списки.
- Категорія відповідає покаранням: Кат. 1 — смертний вирок; Кат. 2 — 10 років ув'язнення; Кат. 3 — 5–8 років ув'язнення.
- Остання колонка — прізвища підписантів, та, інколи, їхні примітки, скажімо, «За».

| Прізвище                            | Дата     | Список                                              | Категорія покарання | Підписанти                                    |
| ----------------------------------- | -------- | --------------------------------------------------- | ------------------- | --------------------------------------------- |
| ТУЛУБ Зинаида Павловна              | 25.08.37 | Центральный аппарат УГБ НКВД УССР                   | Кат. 2              | Сталин, Молотов                               |
| БОРИСОВ Николай Андреевич           | 25.08.37 | Центральный аппарат УГБ НКВД УССР                   | Кат. 1              | Сталин, Молотов                               |
| БУЛАТОВИЧ Николай Евгеньевич        | 25.08.37 | Центральный аппарат УГБ НКВД УССР                   | Кат. 1              | Сталин, Молотов                               |
| ФИЛЯНСКИЙ Николай Григорьевич       | 07.12.37 | Украинская ССР, Днепропетровская область            | Кат. 1              | За Сталин, Молотов, Жданов                    |
| ДИКИЙ Антон Васильевич              | 07.12.37 | Украинская ССР, Харьковская область                 | Кат. 1              | За Сталин, Молотов, Жданов                    |
| КОРЯК Владимир Дмитриевич           | 07.12.37 | Украинская ССР, Киев-центр                          | Кат. 1              | За Сталин, Молотов, Жданов                    |
| ГАЛУШКО Денис Анисимович            | 07.12.37 | Украинская ССР, Харьковская область                 | Кат. 1              | За Сталин, Молотов, Жданов                    |
| БЫКОВЕЦ Михаил Николаевич           | 21.10.37 | Украинская ССР, Центральный аппарат УГБ НКВД УССР   | Кат. 1              | Сталин, Молотов, Каганович, Ворошилов, Микоян |
| ГРУДЫНА Дмитрий Акимович            | 21.10.37 | Украинская ССР, Центральный аппарат У[ГБ НКВД УССР] | Кат. 1              | Сталин, Молотов, Каганович, Ворошилов, Микоян |
| ИОГАНСЕН Михаил Гервазьевич         | 21.10.37 | Украинская ССР, Харьковская область                 | Кат. 1              | Сталин, Молотов, Каганович, Ворошилов, Микоян |
| МИХАЙЛЮК Андрей Семенович           | 21.10.37 | Украинская ССР, Центральный аппарат УГБ НКВД УССР   | Кат. 1              | Сталин, Молотов, Каганович, Ворошилов, Микоян |
| ПАТЯК Анатолий Федорович            | 21.10.37 | Украинская ССР, Центральный аппарат УГБ НКВД УССР   | Кат. 1              | Сталин, Молотов, Каганович, Ворошилов, Микоян |
| САВЧЕНКО Яков Григорьевич           | 21.10.37 | Украинская ССР, Центральный аппарат УГБ НКВД УССР   | Кат. 1              | Сталин, Молотов, Каганович, Ворошилов, Микоян |
| СЕМЕНКО Михаил Васильевич           | 21.10.37 | Украинская ССР, Центральный аппарат УГБ НКВД УССР   | Кат. 1              | Сталин, Молотов, Каганович, Ворошилов, Микоян |
| СКУБА Николай Яковлевич             | 21.10.37 | Украинская ССР, Центральный аппарат УГБ НКВД УССР   | Кат. 1              | Сталин, Молотов, Каганович, Ворошилов, Микоян |
| ВОЛКОВИЧ Анатолий Сергеевич         | 26.06.37 | Украинская ССР, г. Киев                             | Кат. 1              | За Сталин, За Каганович, За Ворошилов         |
| ПРОНЬ Игнат Яковлевич               | 26.06.37 | Украинская ССР, г. Киев                             | Кат. 1              | За Сталин, За Каганович, За Ворошилов         |
| ЧЕПУРНЫЙ Дмитрий Иванович           | 26.06.37 | Украинская ССР, г. Киев                             | Кат. 2              | За Сталин, За Каганович, За Ворошилов         |
| ЧИГИРИН Виталий Елисеевич           | 26.06.37 | Украинская ССР, г. Киев                             | Кат. 1              | За Сталин, За Каганович, За Ворошилов         |
| ЧИЧВЯНСКИЙ-ГУБЕНКО Иван Дмитриевич  | 26.06.37 | Украинская ССР, г. Киев                             | Кат. 1              | За Сталин, За Каганович, За Ворошилов         |
| КОВАЛЕНКО Борис Львович             | 26.06.37 | Украинская ССР, г. Киев                             | Кат. 1              | За Сталин, За Каганович, За Ворошилов         |
| КОВТУН-ВУХНАЛЬ Иван Дмитриевич      | 26.06.37 | Украинская ССР, г. Киев                             | Кат. 1              | За Сталин, За Каганович, За Ворошилов         |
| САВИЦКИЙ-ГЕДЗЬ Алексей Васильевич   | 26.06.37 | Украинская ССР, г. Киев                             | Кат. 1              | За Сталин, За Каганович, За Ворошилов         |
| МОРОЗ Михаил Антонович              | 26.06.37 | Украинская ССР, г. Киев                             | Кат. 1              | За Сталин, За Каганович, За Ворошилов         |
| ЩУПАК Самуил Борисович              | 27.02.37 | Украина, Киев                                       | Кат. 1              | Сталин, Молотов, Ворошилов, Каганович         |
| ЯРОШЕНКО Владимир Моисеевич         | 26.06.37 | Украинская ССР, г. Киев                             | Кат. 1              | За Сталин, За Каганович, За Ворошилов         |
| КАЛЯННИК Иван Иванович              | 26.06.37 | Украинская ССР, г. Киев                             | Кат. 1              | За Сталин, За Каганович, За Ворошилов         |
| СОКОЛОВСКИЙ Александр Александрович | 05.03.38 | Украинская ССР, Киев-центр                          | Кат. 1              | Сталин, Молотов, Ворошилов, Жданов            |
| ДУБИНСКИЙ Илья Владимирович         | 12.09.38 | Татарская АССР                                      | Кат. 1              | Сталин, Молотов, Жданов                       |
| КИРИЛЕНКО Иван Ульянович            | 12.09.38 | Украинская ССР, Киев-центр                          | Кат. 1              | Сталин, Молотов, Жданов                       |